# Osteolaemus osborni
Osteolaemus osborni, відомий як карликовий крокодил Осборна, є ендемічним видом крокодилів басейну Конго в Африці. Цей вид мав дещо заплутану таксономічну історію. Вперше він був описаний як Osteoblepharon osborni Шмідтом у 1919 році на основі кількох зразків із верхнього басейну річки Конго на території сучасної Демократичної Республіки Конго. Однак Інгер у статті 1948 року виявив, що зразки не мають характеристик, які б виправдовували загальне відділення від Osteolaemus, і відніс зразки до Osteolaemus osborni. У 1961 році його було знижено до рангу підвиду, але повторно підтверджено до статусу повного виду в 2021 році.
Назва підвиду, osborni, — на честь американського палеонтолога Генрі Ферфілда Осборна.